# Pedro Santana (ort)
Pedro Santana är en ort i Dominikanska republiken.   Den ligger i provinsen Elías Piña, i den västra delen av landet, 190 km väster om huvudstaden Santo Domingo. Pedro Santana ligger 293 meter över havet och antalet invånare är 1 170.
Terrängen runt Pedro Santana är kuperad åt nordost, men åt sydväst är den platt. Runt Pedro Santana är det ganska glesbefolkat, med 42 invånare per kvadratkilometer. Närmaste större samhälle är Bánica, 2,8 km söder om Pedro Santana. Omgivningarna runt Pedro Santana är en mosaik av jordbruksmark och naturlig växtlighet.